# Castejón de Monegros
Castejón de Monegros là một đô thị trong tỉnh Huesca, Aragon, Tây Ban Nha. Theo điều tra dân số 2004 (INE), đô thị này có dân số 683 người.